# Staré české báje a pověsti
Staré české báje a pověsti je dvousvazkové dílo Eduarda Petišky, které obsahuje specifické převyprávění českých legend a historie. Pověsti obsažené v této knize vycházely dříve pod různými názvy (např. Čtení o hradech, Čtení o zámcích a městech a různé další tematické celky).

## Členění díla
Skládá se ze dvou částí, z nichž se první zabývá úsekem od nejstarší doby až po období krále Jiřího z Poděbrad, protože v této epoše bylo na našem území vybudováno nejvíce hradů a vzniklo tudíž mnoho pověstí. ,,Základ knihy tvoří především pověsti historické, které vypravují o významných postavách, ať už byly či nebyly součástí historie národa, a popisují jejich život a činy, které zůstaly v paměti lidí a šířily se po staletí v pověstech dál a dál. Tyto pověsti pak autor doplňuje zejména o pověsti místní zahrnující v sobě nejen výklady vztahující se k hradům, ale často se zmiňuje o stavbách klášterů a kostelů a neopomene upozornit na zvláštní a tajemná místa určité oblasti. Hojně jsou pak v oblasti místních pověstí zastoupeny pověsti heraldické. (s. 18)".
Druhá část knihy pojednává o době od vlády Jiřího z Poděbrad přes události spojené s třicetiletou válkou, až k nové době, kde se pověsti již ztrácí a na jejich místo nastupuje historie.

## Hodnocení
Petiškovo převyprávění se liší od Jiráskových Starých pověstí českých nejen novějším jazykem, uchopením látky a zpracováním, ale i výběrem pověstí. Kniha není souborem všech pověstí z dané doby, ale pečlivým výběrem pověstí historických, místních a demonologických, které jsou spojeny v jeden celek tak, aby si čtenář mohl vytvořit celkový obraz o tom, jak tehdy žili panovníci, šlechta, rytíři, ale i obyčejní lidé.

## Úryvek z knihy
,,Zámek pověstí je dostavěn a můžeme se rozhlédnout z jeho věže. Vítězství i prohry našich předků se zapsaly do české, moravské a slezské krajiny. Do měst, zámků, vesnic a zřícenin, do kamene i toku řek a do hladin rybníků. Nic kolem nás není němé. Všechno vypovídá o čase, který minul, o lidech, kteří byli. I příběhy našich let budou jednou staré. Jejich písmo se zachytí na tváři krajiny, na tváři naší země. Ti po nás budou číst a naslouchat. Záleží na nás, jaké příběhy o nás bude příští čtenář číst. Dají mu sílu? Vdechnou mu odvahu, dopřejí mu útěchu? Posílí mu hrdost? Zaraduje se nad nimi?"